# Logny-lès-Aubenton
Logny-lès-Aubenton è un comune francese di 77 abitanti situato nel dipartimento dell'Aisne della regione dell'Alta Francia.

## Società

### Evoluzione demografica
Abitanti censiti